# Верлинден, Гери
Гери Верлинден (нидерл. Gery Verlinden род. 1 мая 1954, Мортсел, Антверпен) — бельгийский профессиональный шоссейный и трековый велогонщик в 1977-1986 годах. Чемпион Бельгии по шоссейному велоспорту в групповой гонке (1979).

## Достижения

### Шоссе
1976
1-й Тур де Еврометрополь — Генеральная классификация
1-й — Этап 1
1977
2-й Чемпионат Фландрии
4-й Гран-при Фурми
1978
1-й Гран-при Вилворде
1-й — Этап 1 Тур Швейцарии
2-й Чемпионат Фландрии
7-й Париж — Брюссель
8-й Тур Нидерландов — Генеральная классификация
9-й Париж — Тур
9-й Гран-при Ефа Схеренса
10-й Этуаль де Бессеж — Генеральная классификация
1979
1-й  Чемпион Бельгии — Групповая гонка
1-й — Пролог (КГ) Вуэльта Андалусии
2-й Де Кюстпейл
5-й Дрёйвенкурс Оверейсе
1980
1-й Ле-Самен
1-й Чемпионат Цюриха
2-й Гран-при Фурми
3-й Тур Нидерландов — Генеральная классификация
4-й Четыре дня Дюнкерка — Генеральная классификация
9-й Схелдепрейс
1981
1-й Де Кюстпейл
1-й Гран-при Зоттегема
2-й Чемпионат Бельгии — Групповая гонка
3-й Тур Бельгии — Генеральная классификация
4-й  Тур Германии — Генеральная классификация
1-й — Этап 6b
6-й Четыре дня Дюнкерка — Генеральная классификация
8-й Схал Селс
9-й Схелдепрейс
1982
1-й Чемпионат Фландрии
1-й Circuit Mandel-Lys-Escaut
4-й Схал Селс
5-й Три дня Де-Панне — Генеральная классификация
8-й Тур Фландрии
9-й Рут д’Окситания
1983
10-й Трофео Лайгуэлья
1984
1-й Схал Селс
3-й Херальд Сан Тур — Генеральная классификация
1-й — Этап 13
4-й Гран-при Зоттегема
6-й Гран-при Ефа Схеренса
7-й Чемпионат Фландрии
7-й Де Кюстпейл
8-й Тур Бельгии — Генеральная классификация
1985
1-й Flèche hesbignonne-Cras Avernas
1-й — Этап 6 Херальд Сан Тур
2-й Де Кюстпейл
3-й Гран-при Ефа Схеренса
5-й Чемпионат Фландрии
7-й Четыре дня Дюнкерка — Генеральная классификация

### Трек
1975
1-й  Чемпион Бельгии - Командная гонка преследования (любители)
2-й  Чемпионат Бельгии - Индивидуальная гонка преследования (любители)
1980
3-й Шесть дней Антверпена — Мэдисон

## Статистика выступлений

### Гранд-туры
| Гранд-тур                 | 1979 | 1980 | 1981 | 1982 | 1983 | 1984 | 1985 |
| ------------------------- | ---- | ---- | ---- | ---- | ---- | ---- | ---- |
| Джиро д’Италия            | —    | —    | —    | —    | —    | —    | —    |
| Тур де Франс              | НФ   | 22   | 25   | НФ   | —    | НФ   | НФ   |
| (c 2010 ) Вуэльта Испании | —    | —    | —    | —    | —    | —    | —    |

| —  | Не участвовал  |
| НФ | Не финишировал |